# Kyrill und Method

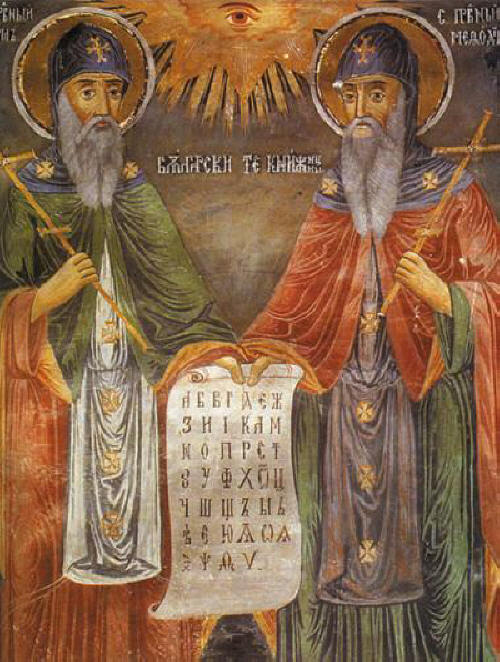
Kyrill und Method, Wandgemälde im Kloster Trojan in Bulgarien

Die aus Thessaloniki im damaligen Oströmischen Reich stammenden Brüder Kyrill (griechisch: Κύριλλος) und Method (griechisch: Μεθόδιος) waren byzantinische Gelehrte und Priester. Sie betrieben gemeinsam die christliche Missionierung slawischer Völker im 9. Jahrhundert, weshalb sie als Slawenapostel bezeichnet werden. Sie schufen die erste Schrift für die altslawische Sprache – das glagolitische Alphabet. Ihr Wirken hatte großen Einfluss auf die kulturelle Entwicklung der Slawen. Nach ihrem Tod setzten ihre Schüler die Missionsarbeit unter anderen slawischen Völkern fort. In der orthodoxen Kirche werden sie als Heilige mit dem Attribut apostelgleich verehrt. Papst Johannes Paul II. erklärte sie im Jahr 1980 zu Patronen Europas.

## Frühes Wirken

### Frühe Lebensjahre

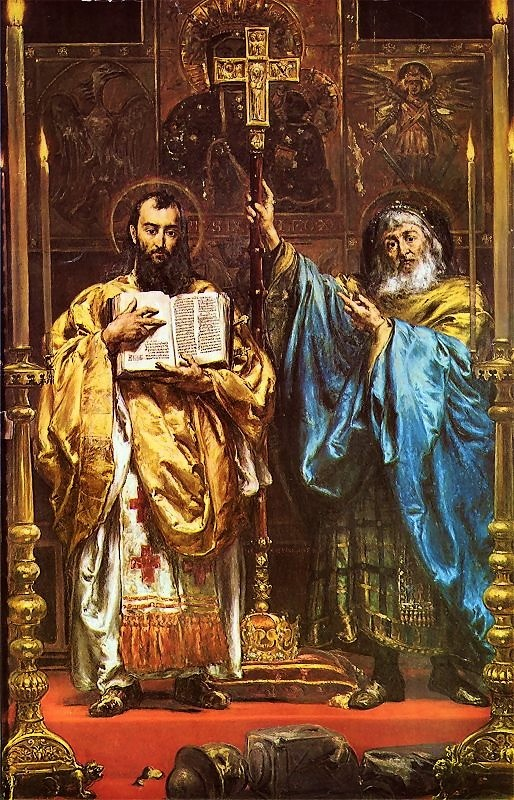
Kyrill und Method, Bild des polnischen Malers Jan Matejko aus dem Jahr 1885

Die beiden Brüder stammen aus Thessaloniki im damaligen Byzanz (Oströmischen Reich), heute in Griechenland. Ihr Vater Leontios, wahrscheinlich griechischer Herkunft aus Thessaloniki, war Militärbeamter (Drungarios) im Oströmischen Reich, ihre Mutter war wahrscheinlich slawischer Herkunft. Beide Brüder beherrschten die slawische Sprache, nicht nur wegen der Herkunft ihrer Mutter, sondern auch, weil im Gebiet um Thessaloniki Slawen lebten.
Method (mittelgriechisch Μεθόδιος Methodios) (um 815 in Thessaloniki – 6. April 885 in Mähren) trug den Geburtsnamen Michael. Nach seiner juristischen Ausbildung wurde er als Militärverwalter (archont) in die byzantinische Provinz am Fluss Strymont (nördlich von Thessaloniki) berufen, in der Slawen lebten. Um 845 verließ er dieses Amt, trat in ein Kloster auf dem Mysischen Olymp (Uludağ in der heutigen Türkei) ein, wurde Mönch, Diakon und nahm den Ordensnamen Method an. Nach der Mission zu den Chasaren, die er mit seinem Bruder unternommen hatte, wurde er Abt im Kloster Polychron am Marmarameer.
Kyrill (mittelgriechisch Κύριλλος Kyrillos) (um 827 in Thessaloniki – 14. Februar 869 in Rom), hieß ursprünglich Konstantin (mittelgriechisch Κωνσταντίνος Konstantinos). Den Ordensnamen Kyrill nahm er erst bei seinem Eintritt in ein Kloster in Rom an, kurz vor seinem Tod. Konstantin war einer der bedeutendsten Gelehrten seiner Zeit, ein Theologe, Philosoph und polyglott. Er war Schüler des späteren Patriarchen von Konstantinopel, Photios I., und genoss ein hohes Ansehen am kaiserlichen Hof. Nach seiner Ausbildung wurde er zum Priester geweiht. Er war zunächst Bibliothekar und Sekretär (Chartofylax) des Patriarchen, später nahm er die Professur der Philosophie an der Universität von Konstantinopel an.

### Missionen im Mittleren Osten
Konstantins erste Mission im Regierungsauftrag führte ihn (bereits im Alter von 24 Jahren) nach Samarra im Bagdader Kalifat. Er sollte mit den islamischen Gelehrten über strittige theologische Fragen diskutieren und dazu beitragen, die Beziehungen zwischen dem Kalifat und dem Oströmischen Reich zu verbessern.
Im Jahr 860 sandte Kaiser Michael III. Konstantin und Method als Missionare zu den Chasaren (nordöstlich vom Schwarzen Meer), um die Expansion des Judentums in dieser Region zu verhindern, und um die Beziehungen zum Oströmischen Reich zu festigen. Der Legende nach fanden Konstantin und Method am Schwarzen Meer das Grab von Papst Clemens, nahmen die Gebeine mit und schenkten sie bei ihrer späteren Reise nach Rom Papst Hadrian II. als Reliquie.

## Mission unter den Slawen

### Großmähren

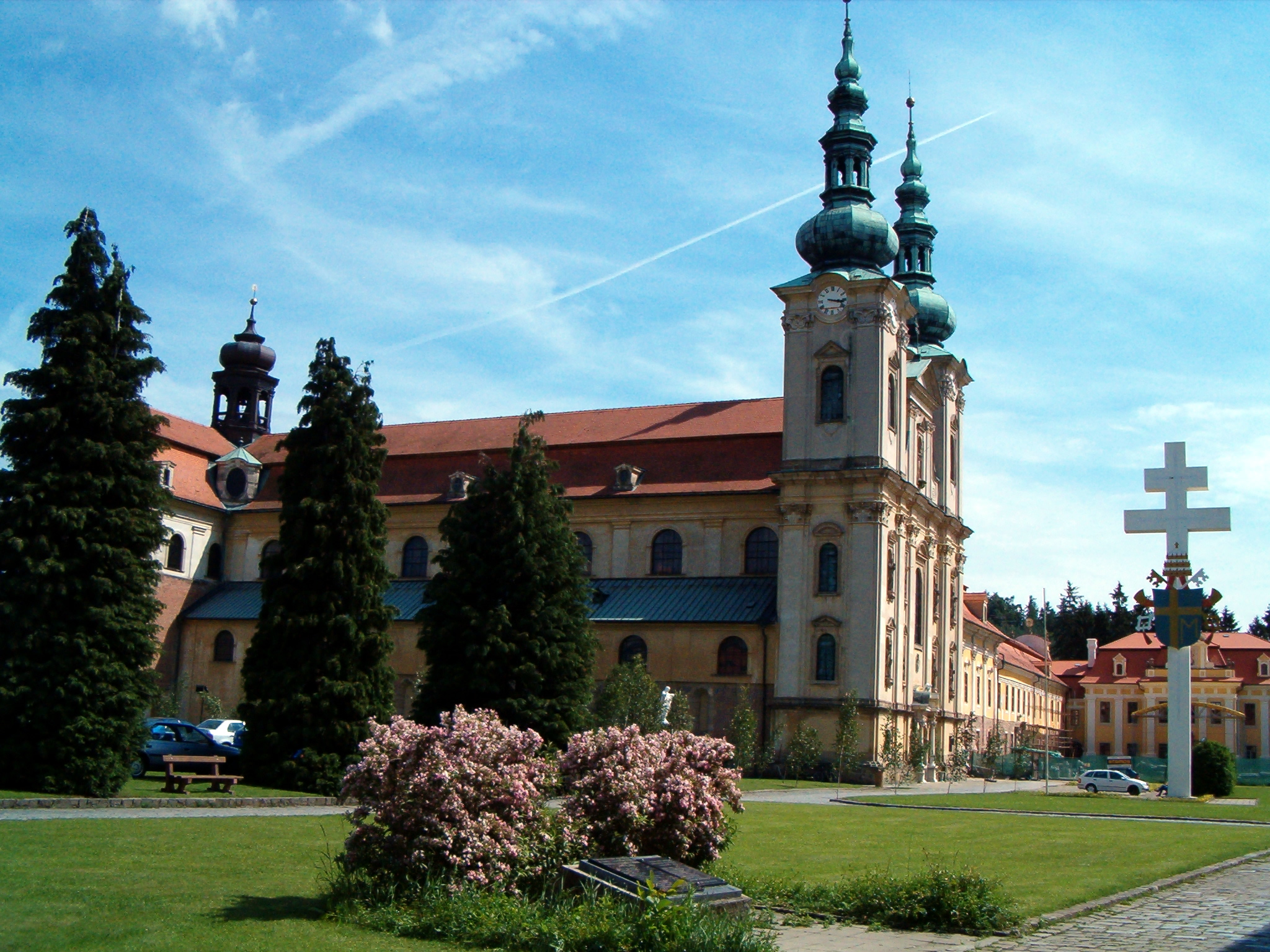
Kyrill und Method Basilika im mährischen Velehrad

Im Jahr 862 begannen Konstantin und Method mit der Arbeit, der sie fortan ihr ganzes Leben widmeten, und die ihnen ihre historische Bedeutung als Slawenapostel gab. In diesem Jahr wandte sich Rastislav, Fürst von Großmähren, an den byzantinischen Kaiser Michael III. mit der Bitte, ihm einen Bischof und Lehrer zu senden. Er sollte die Menschen im christlichen Glauben unterweisen und helfen, ein von den fränkischen Bischöfen unabhängiges Bistum in Mähren zu gründen. Das Christentum war in Großmähren durch die ostfränkischen Missionare bereits bekannt, aber Fürst Rastislav hatte aus Sorge vor dem wachsenden politischen und kirchlichen Einfluss des Ostfränkischen Reiches die fränkischen Priester aus dem Land vertrieben. Mit der gleichen Bitte hatte sich Rastislav vorher an den römischen Papst gewandt, der sein Anliegen jedoch aus Rücksicht auf die fränkischen Bischöfe nicht beantwortete.

„Unser Volk hat das Heidentum bereits verworfen und hält sich an die christlichen Gesetze; aber wir haben keine Lehrer, die uns in unserer Sprache im rechten christlichen Glauben unterweisen können, damit auch andere Völker, wenn sie es sehen, uns nacheifern; so sende uns, Herr, einen Bischof und Lehrer. Denn von euch breitet sich ein gutes Gesetz in alle Länder aus.“

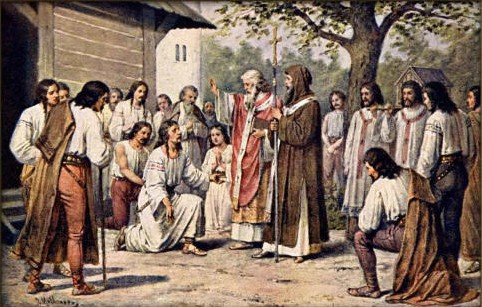
Ankunft der Slawenapostel im mährischen Velehrad

Kaiser Michael III. und Patriarch Photius I. wählten Konstantin und Method für diese Mission aus. Als Vorbereitung für die Reise schuf Konstantin eine neue Schrift für die slawische Sprache – die Glagolitza – und übersetzte zusammen mit seinem Bruder die Evangelien und die wichtigsten liturgischen Texte in die heute Altkirchenslawisch genannte Sprache. Grundlage war wahrscheinlich der slawische Dialekt aus der Umgebung von Thessaloniki, mit dem Konstantin vertraut war.

„Gott, der will, dass alle zu Erkenntnis der Wahrheit kommen, hat deinen Glauben gesehen und hat eine Schrift für eure Sprache geoffenbart, damit auch ihr zu den großen Völkern hinzugefügt werdet, die Gott in ihrer eigener Sprache preisen. So senden wir dir den, dem es (d. h. die slawische Schrift) Gott geoffenbart hat, einen ehrbaren, rechtgläubigen und gelehrten Mann, einen Philosophen. Nimm diese Gabe an, die größer und ehrbarer ist als Gold, Silber und Edelsteine.“

Die Brüder erreichten Großmähren im Jahr 863. Ihre Mission war sehr erfolgreich, hauptsächlich wegen der Unterstützung durch Rastislav und wegen der Einführung der für die Menschen verständlichen slawischen Sprache im Gottesdienst und in der Unterweisung. Sie bildeten junge Männer für den Priesterdienst aus und arbeiteten weiter an der Bibelübersetzung.

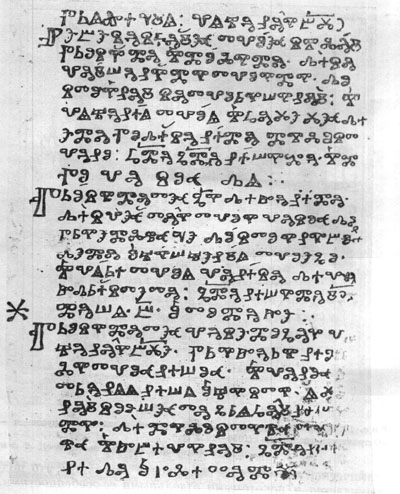
Manuskript geschrieben in altkirchenslawischer Sprache in glagolitischer Schrift. Kiewer Blätter aus dem 10. Jahrhundert.

Mit der Schaffung der glagolitischen Schrift ging Konstantin weit über den Wunsch Rastislavs nach einer selbstständigen Kirchenprovinz hinaus. Das Altkirchenslawisch, in das er und sein Bruder die Bibel, liturgische Texte und andere Bücher übersetzten, wurde zur Norm der slawischen Schriftsprache. Es erhob die bislang als „barbarisch“ geltenden Slawen in den Kreis der spätantiken Schriftkulturen. Ihre Bibelübersetzung ist die älteste (oder zumindest eine der ältesten) Übersetzungen in eine Nationalsprache. Ob die Bibel vollständig übersetzt wurde, lässt sich nicht mehr feststellen. Die Legende Leben des hl. Method berichtet jedenfalls, dass Method nach Konstantins Tod die Bibelübersetzung vollendete.

„Nackt (schutzlos) stehen die Völker da, wenn sie keine Bücher in eigener Sprache haben, ohne diese Waffen können sie nicht gegen den Widersacher menschlicher Seelen kämpfen und sind dem ewigen Verderben ausgeliefert.“

Konstantin und Method kamen bald in Konflikt mit dem fränkischen Klerus, der nur Lateinisch, Hebräisch und Griechisch als liturgische Sprachen akzeptierte und alle „barbarischen“ Sprachen ausschloss. Ihre Begründung – nur in diesen drei Sprachen habe Pontius Pilatus über dem Kreuz Jesu die Worte „Jesus von Nazareth, der Juden König“ geschrieben (Johannes Kap. 19, Verse 19+20) – wies Konstantin scharf zurück. Seine lateinischen Widersacher nannte er verächtlich Pilatisten und Dreisprachler.
Die fränkischen Bischöfe betrachteten die beiden Slawenapostel als Eindringlinge. Die Schaffung eines slawischen Nationalbewusstseins durch Förderung der Volkssprache unterminierte ihr geistiges Monopol. Der Konflikt mit den Slawenaposteln verschärfte sich, als 864 Ludwig der Deutsche mit seinen Truppen Rastislav überfiel, ihn zwang sich als Vasall unterzuordnen und die Rückkehr der lateinischen Priester zu ermöglichen.

### Reise nach Rom

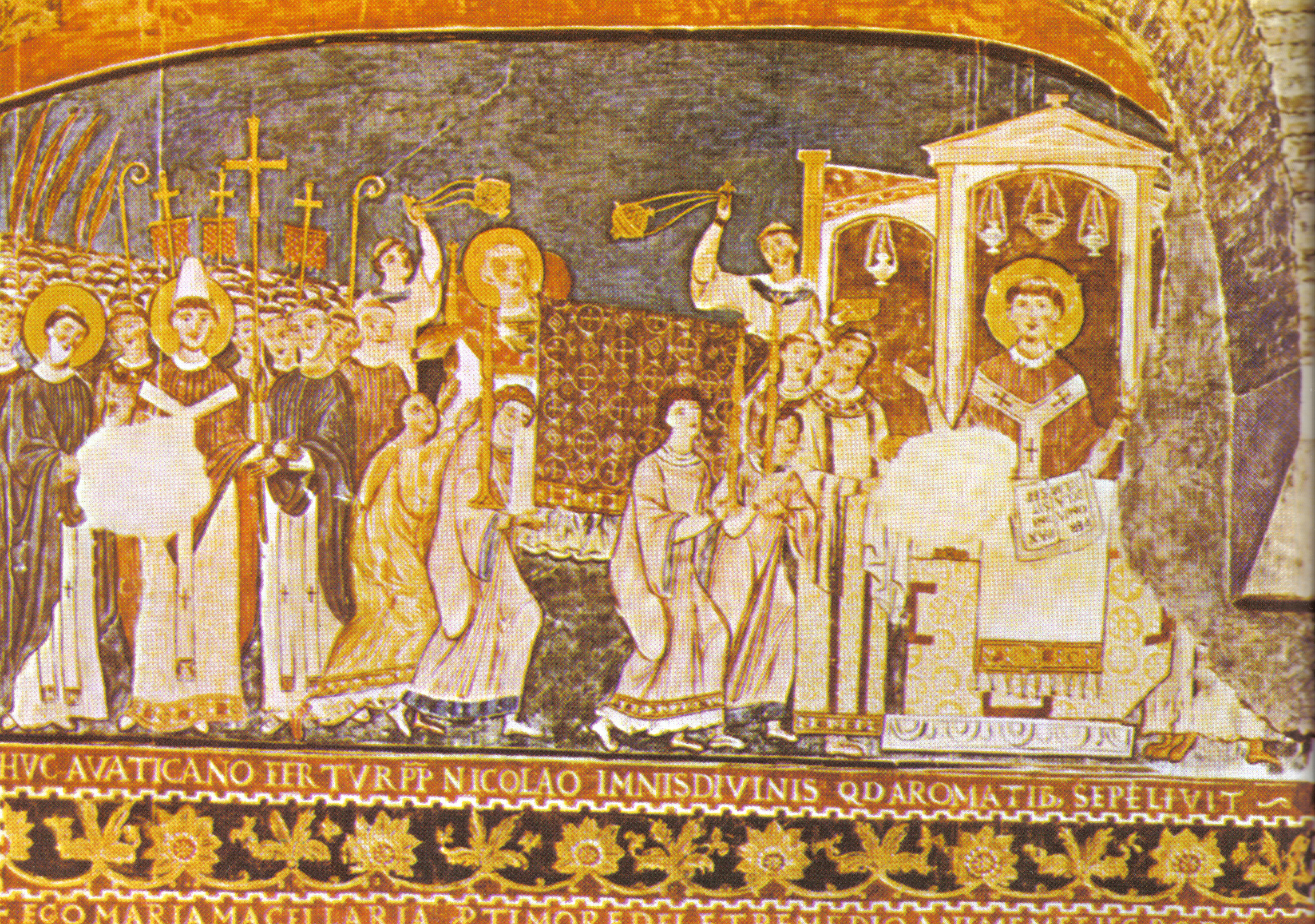
Kyrill und Method bringen die Gebeine des hl. Clemens nach Rom, Fresko in der St. Clemens Basilika in Rom.

Im Jahr 867 brachen Konstantin und Method zu einer Reise nach Konstantinopel oder Rom auf. Sie nahmen junge Männer mit sich, die sie in Mähren für den Priesterdienst ausgebildet hatten, um sie als Priester weihen zu lassen. Unterwegs verbrachten sie etwa ein halbes Jahr in Pannonien beim Fürsten Kocel, der die beiden Slawenmissionare herzlich empfing, ihnen 50 junge Männer zur Ausbildung als Priester anvertraute und sie bei der Einführung der slawischen Liturgie in Pannonien unterstützte.
In Rom wurden sie von Papst Hadrian II. sehr großzügig empfangen. Der Papst erkannte die Bedeutung der Slawenmission und wollte seine Beziehung zu Byzanz verbessern. Zu der freundlichen Aufnahme trugen auch die Reliquien des heiligen Papstes Clemens I. bei, die die Brüder mitführten. Konstantin konnte sich vor dem Papst gegen die Häresievorwürfe der lateinischen Priester verteidigen und die Verwendung der slawischen Liturgie rechtfertigen. Der Papst bestätigte die slawischen liturgischen Bücher und weihte Method zum Bischof.
In Rom erkrankte Konstantin schwer, trat in ein Kloster ein und nahm den Ordensnamen Kyrill an. 50 Tage danach, am 14. Februar 869, starb er. Sein Grab befindet sich heute in der  Basilica San Clemente al Laterano in Rom. Von der Orthodoxen Kirche wurde es als Pilgerziel ausgebaut.

### Method allein
Papst Hadrian II. ernannte Method im Jahr 869 zum Erzbischof der neu gegründeten Diözese von Pannonien und Großmähren mit Sitz in Sremska Mitrovica und sandte ihn als päpstlichen Legaten zurück nach Pannonien. Das geschah auf Wunsch Kozels, der die Arbeit der Slawenmissionare sehr förderte. Mit der Einrichtung der pannonisch-mährischen Diözese verfolgte die päpstliche Kurie ihre eigenen Ziele: den byzantinischen Einfluss in der Region zu begrenzen und ebenso den Einfluss der fränkischen Bischöfe von Salzburg und Passau zu schwächen. In der päpstlichen Bulle Gloria in excelsis Deo stimmte Hadrian II. der slawischen Liturgie zu.

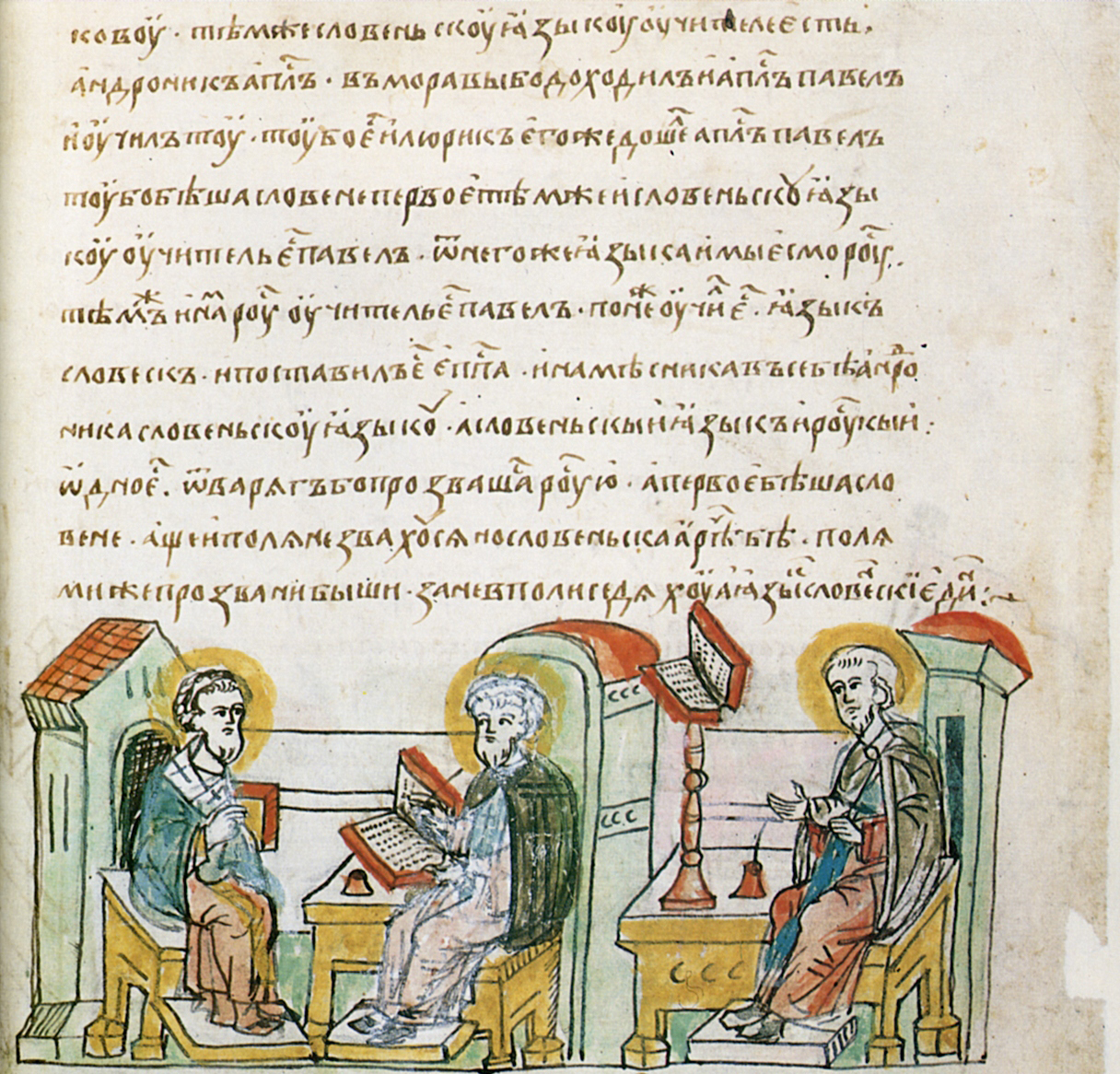
Übersetzungs- und Schreibarbeiten unter der Leitung von Method, Radziwiłł-Chronik aus dem 13. Jahrhundert.

Nach etwa dreimonatigem Aufenthalt in Pannonien reiste Method weiter nach Mähren. Inzwischen hatte sich aber Svatopluk, Fürst von Nitra und Rastislavs Neffe, mit den Franken verbündet, hatte Rastislav gefangen genommen und ihn dem fränkischen König Ludwig dem Deutschen ausgeliefert. Rastislav starb kurz darauf. Method wurde nach seiner Rückkehr im Jahr 870 festgenommen und auf Betreiben von Ludwig dem Deutschen als Bischof abgesetzt und verurteilt. Er verbrachte zweieinhalb Jahre in einem deutschen Kloster im Gefängnis – möglicherweise auf der Insel Reichenau oder in Ellwangen, bis er auf Befehl des Papstes Johannes VIII. befreit und im Jahr 873 als Erzbischof wieder eingesetzt wurde.

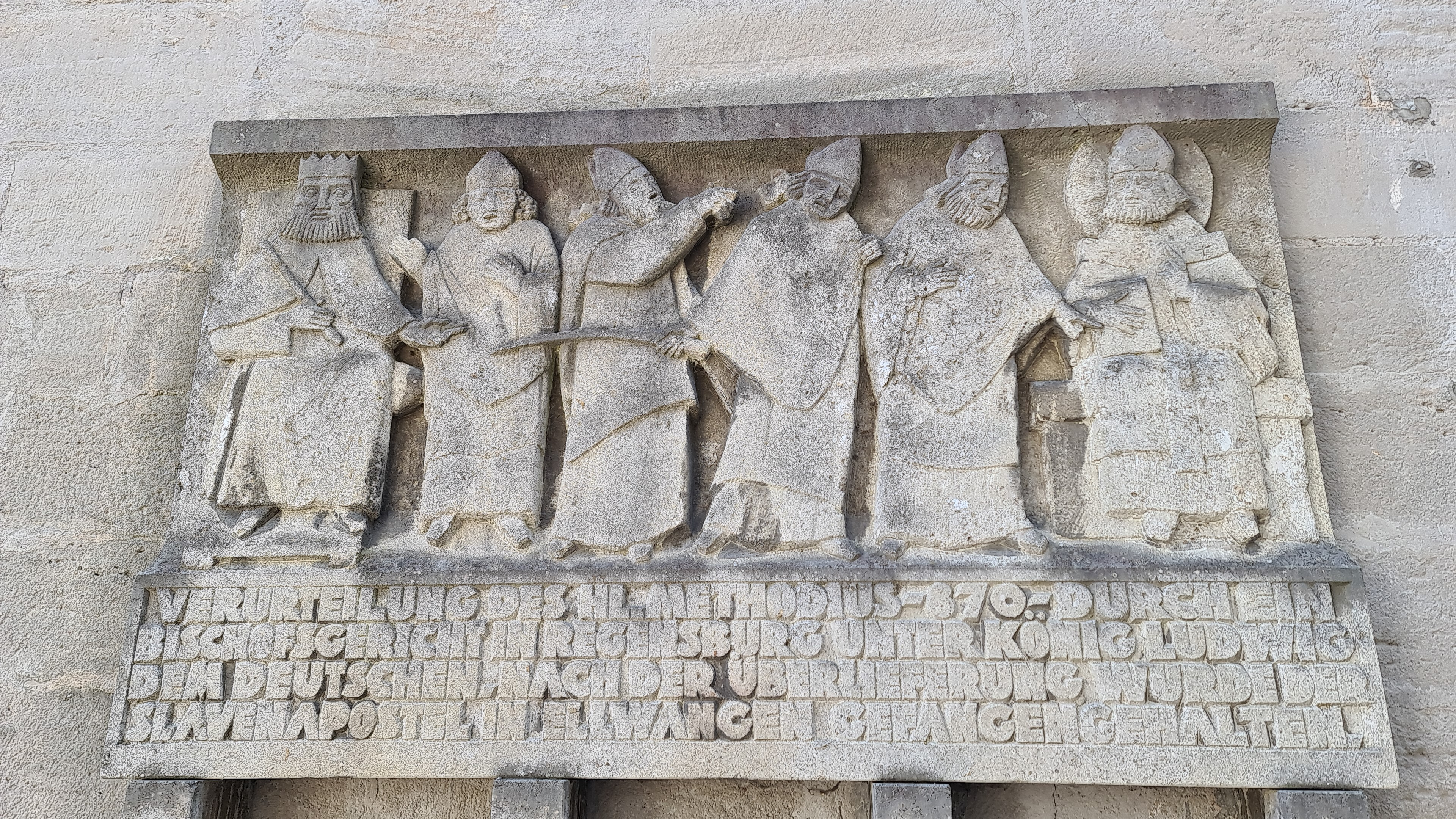
Tafel die an die Gefangenschaft des Heiligen Method in Ellwangen erinnert

### Methods letzte Lebensjahre
Unter Svatopluk konnte Method zunächst seine Arbeit in Mähren fortsetzen, auch gegen den Widerstand des lateinischen Klerus. Schließlich wurde er doch der Ketzerei angeklagt und nach Rom vorgeladen, konnte aber erneut die slawische Liturgie verteidigen. Mit der Bulle Industriae tuae stimmte Papst Johannes VIII. im Jahr 880 der altslawischen Liturgie mit der Einschränkung zu, dass das Evangelium zuerst in Latein und dann in Altslawisch gelesen werden müsse. Method wurde als Erzbischof bestätigt und der deutsche Priester Wiching wurde als Bischof von Nitra eingesetzt.
Im Jahr 884 folgte Method einer Einladung des Kaisers Basileios I. zu einem Besuch in Konstantinopel, der ihn dort mit großer Ehre empfing. Method schenkte dem Kaiser Abschriften der slawischen Bücher für Gottesdienste; sie wurden vermutlich später für die Missionsarbeit in Bulgarien und Russland verwendet. Zurück in Mähren vollendete er die Übersetzung der Heiligen Schrift ins Altslawische.
Method starb am 6. April 885. Der Legende nach wurde er in einer „großen mährischen Kirche, auf der linken Seite hinter dem Altar der heiligen Jungfrau“ begraben. Diese Kirche wird in der Nähe von Staré Město vermutet. Trotz intensiver Suche ist es nicht gelungen das Grab zu finden.
Method hatte Gorazd zu seinem Nachfolger bestimmt. Aber nach Methods Tod erreichte der lateinische Klerus unter Führung von Wiching beim Papst Stephan V. das Verbot der slawischen Liturgie. Gorazd und die anderen Nachfolger Methods wurden gefangen genommen und des Landes verwiesen. Mähren kam unter den Einfluss der römisch dominierten lateinischen Kirche und der Einfluss der byzantinischen Kirche wurde zurückgedrängt.

## Einfluss auf andere slawische Völker

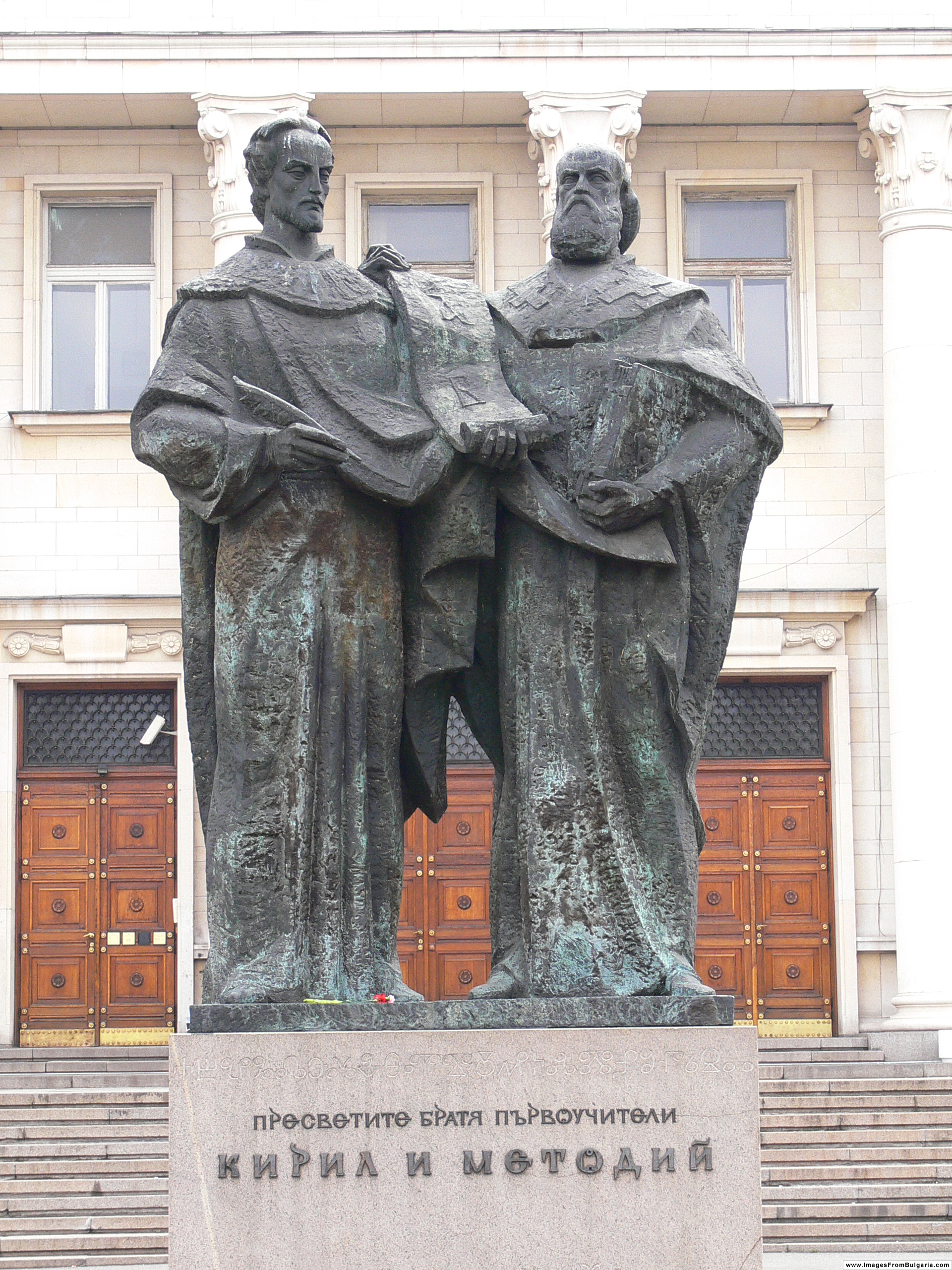
Denkmal von Kyrill und Method vor der Nationalbibliothek der Heiligen Kyrill und Method in Sofia.

### Südslawen
Viele Schüler von Kyrill und Method flohen nach Bulgarien, wo sie von Zar Boris I. freundlich empfangen wurden. Sie gründeten Schulen, die eine wichtige Rolle bei der Ausbreitung des Christentums und der altkirchenslawischen Liturgie in Bulgarien spielten. Die zwei bedeutendsten Schulen waren die Schule von Ohrid, geleitet von Methods Schüler Kliment, und die Schule von Preslaw, geleitet von Naum. In Bulgarien, wahrscheinlich an der Schule von Preslaw, wurde im 10. Jahrhundert das kyrillische Alphabet entwickelt und altkirchenslawisch wurde als die offizielle Sprache der bulgarischen Kirche und des Bulgarischen Reiches eingeführt. Da die meisten erhaltenen altkirchenslawischen Denkmäler bulgarische Züge haben, wird die Sprache auch Altbulgarisch (bulgarisch старобългарски starobălgarski) genannt.
Von Schriftschulen Bulgariens aus breitete sich das Christentum und die altkirchenslawische Liturgie weiter nach Serbien und Kroatien. Nach Kroatien haben es Kyrills und Methods Schüler wahrscheinlich schon Ende des 9. Jahrhunderts gebracht. Die altkirchenslawische Liturgie wurde in Kroatien im 13. Jahrhundert von Papst Innozenz IV. genehmigt. In Serbien setzte sich der byzantinische Einfluss und die altkirchenslawische Liturgie ebenfalls im 13. Jahrhundert durch.

### Westslawen
Eine kleinere Gruppe von Konstantins und Methods Schülern floh nach Böhmen. Nach der Christianslegende wurde der böhmische Fürst Bořivoj I. am Hof von Svatopluk noch von Method selbst getauft. Im Kloster Sázava entstand im 11. Jahrhundert ein Zentrum der altkirchenslawischen Schriftlichkeit. Aber schon Ende des 11. Jahrhunderts wurde das Kloster von den lateinischen Mönchen übernommen. Papst Gregor VII. verbot die altkirchenslawische Liturgie in Böhmen, slawische Mönche wurden vertrieben und die altkirchenslawischen Bücher vernichtet. Das altkirchenslawische Erbe verschwand fast völlig und der römisch-lateinische Ritus setzte sich durch. Doch im 14. Jahrhundert baute Kaiser Karl IV. in Prag die Benediktinerabtei Emmauskloster und erreichte beim Papst das Privileg, dort die altkirchenslawische Liturgie zu zelebrieren.
Es gibt Hinweise darauf, dass einige Schüler von Kyrill und Method in das Gebiet an der Weichsel im südlichen Polen flohen. Manche Historiker vermuten, dass auch Gorazd dort Zuflucht fand und Bischof in Krakau wurde. Die altkirchenslawische Liturgie verschwand in Polen im 11. Jahrhundert mit der Neuordnung der Kirche unter Kasimir I. Karl.

### Ostslawen
Das orthodoxe Christentum wurde unter byzantinischen Einfluss schon Ende des 10. Jahrhunderts die Staatsreligion in der Kiewer Rus, als sich Fürst Wladimir der Große im Jahr 988 taufen ließ. Bulgarische Priester haben dann die altkirchenslawische Liturgie und altkirchenslawische Bücher gebracht. In Kiew entstand ein Zentrum des altkirchenslawischen Schrifttums. Die Russisch-Orthodoxe Kirche übernahm die altkirchenslawische bzw. die altbulgarische Schriftsprache, sie wurde auch zur Schriftsprache des russischen Bildungsbürgertums.

## Verehrung und Heiligsprechung

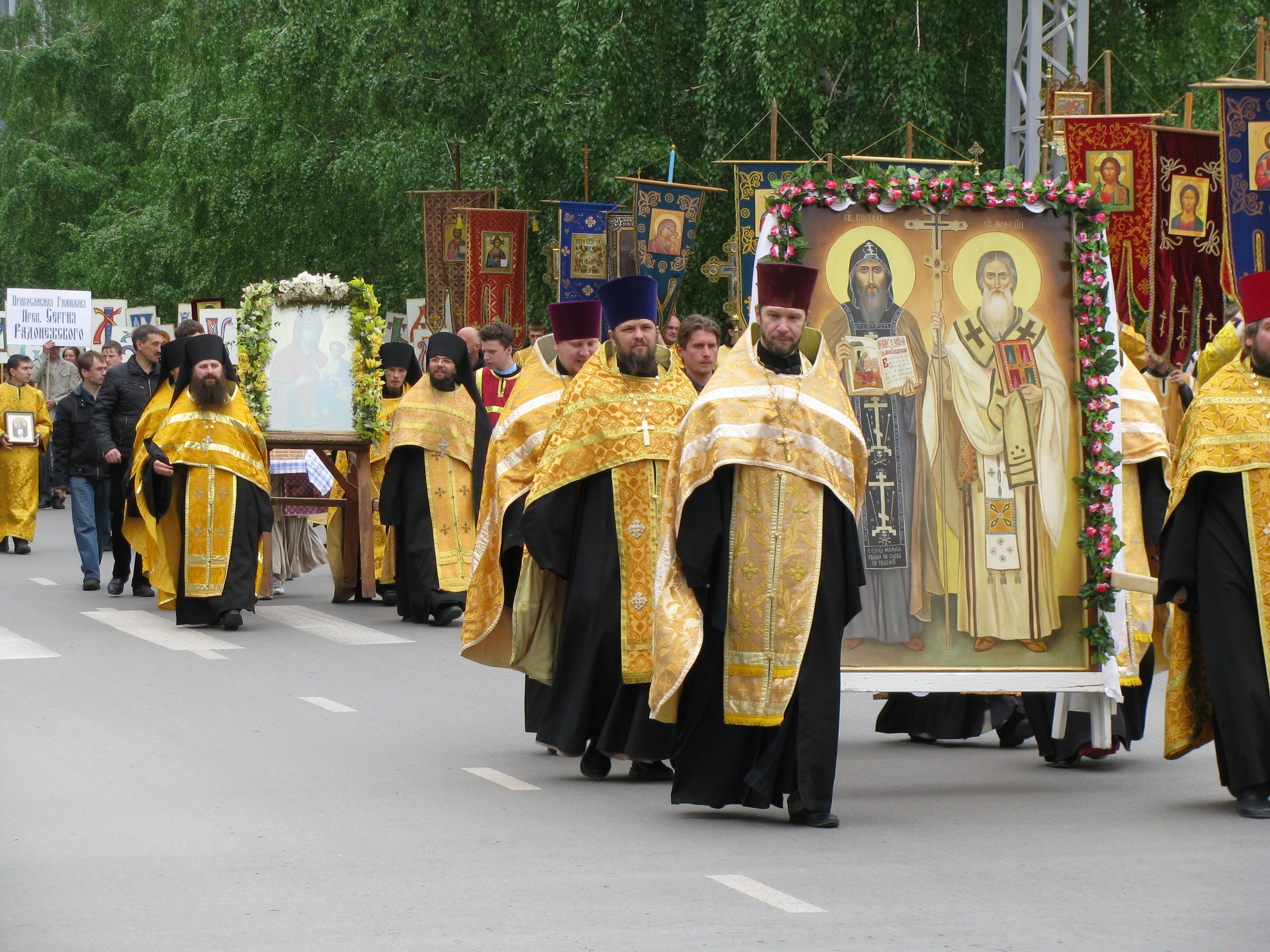
Kyrill und Method Prozession in Nowosibirsk

In den orthodoxen Kirchen werden Kyrill und Method seit dem Mittelalter als Heilige und Slawenapostel verehrt. Ihre orthodoxen Gedenktage sind der 11. Mai und der 17. Juli für beide Heilige, der 14. Februar für Kyrill und der 6. April für Method. Das höchste bulgarische Staatsabzeichen, der Orden der Heiligen Kyrill und Methodius ist ihnen gewidmet.
Am 24. Mai 1851 wurden an der bulgarischen Schule Kyrill und Method in Plowdiw im damaligen osmanischen Reich während der Bulgarischen Aufklärung die Slawenapostel zum ersten Mal mit einer Feier geehrt. Ihr folgten in den Jahren danach immer am 24. Mai auch andere bulgarische Bildungsinstitutionen. 1880 führte Papst Leo XIII. den 14. Februar als ihren römisch-katholischen Gedenktag in den römischen Generalkalender ein.
Seit Einführung des evangelischen Namenkalenders im Jahre 1969 erinnert die Evangelische Kirche in Deutschland am 14. Februar an Kyrill und Method. Auch die Evangelisch-Lutherische Kirche in Amerika und die Anglikanische Gemeinschaft feiern den 14. Februar als Gedenktag der Slawenapostel, während ihr Gedenktag von der Lutherischen Kirche – Missouri-Synode auf den 11. Mai gelegt wurde.
Heute wird am 5. Juli in Tschechien und der Slowakei der Tag ihres Eintreffens im Großmährischen Reich 863 als Nationalfeiertag begangen. Der 24. Mai ist in Bulgarien (Tag der Slawenapostel und des Bulgarischen Alphabets) und Nordmazedonien ein Nationalfeiertag („Tag der slawischen Pädagogen“), der den beiden Brüdern gewidmet ist.
Zu Ehren von Kyrill und Method tragen in Ost- und Südosteuropa viele öffentliche Einrichtungen, Orte oder Kirchen den Namen der beiden Brüder. Die Internationale Bischofskonferenz der Heiligen Kyrill und Method schließt katholische Bischöfe Serbiens, Kosovos, Montenegros und Mazedoniens zusammen. Die Bulgarische Akademie der Wissenschaften vergibt alljährlich den Kyrill-und-Method-Preis, die Universität in der bulgarischen Stadt Weliko Tarnowo trägt ihren Namen. In der Lausitz trägt die 1862 gegründete Vereinigung der katholischen Sorben, der Cyrill-Methodius-Verein, den Namen der beiden „Slawenapostel“. Im Jahr 2000 errichtete dieser Verein unweit von Bautzen das sogenannte Millenniumsdenkmal, das die beiden Brüder zeigt.
Im Jahr 1980 erhob Johannes Paul II. Kyrill und Method zusammen mit Benedikt von Nursia zu Patronen Europas. Im Juni 2013 gaben Bulgarien, die Slowakei, Tschechien und der Vatikan aus Anlass des 1150. Gedenkjahres der Evangelisierung in Großmähren durch Kyrill und Method gemeinsam eine Gedenkbriefmarke heraus.
Aus dem gleichen Anlass wurde am 5. Juli 2013 von der Slowakei eine 2-Euro-Gedenkmünze mit der Abbildung von Kyrill und Method in Verkehr gebracht.
Nach ihnen benannt ist der Asteroid (2609) Kiril-Metodi.